# Élection présidentielle irlandaise de 2018
L'élection présidentielle irlandaise de 2018 a lieu le 26 octobre 2018 en Irlande afin d'élire pour sept ans le Président de l'Irlande, dont le  rôle est essentiellement honorifique.
Le président sortant, Michael D. Higgins, est candidat à sa réélection face à cinq autres candidats, ce qui fait de l'élection un cas inhabituel, les présidents irlandais étant habituellement réélus sans opposants. 
L'élection a lieu au scrutin direct via le système du vote alternatif. Un référendum sur la suppression du délit de blasphème est organisé simultanément.
Higgins	est réélu dès le premier décompte avec 55,8 % des premiers choix, suivi par les indépendants Peter Casey (23,3 %), qui confirme sa montée à la suite de ses propos sur les Roms et les aides sociales, et Seán Gallagher (6,4 %), arrivé second à la présidentielle précédente. Ce dernier se positionne de quelques centaines de voix devant la candidate du Sinn Féin Liadh Ní Riada, dont le résultat est interprété comme une vive défaite pour son parti.

## Contexte

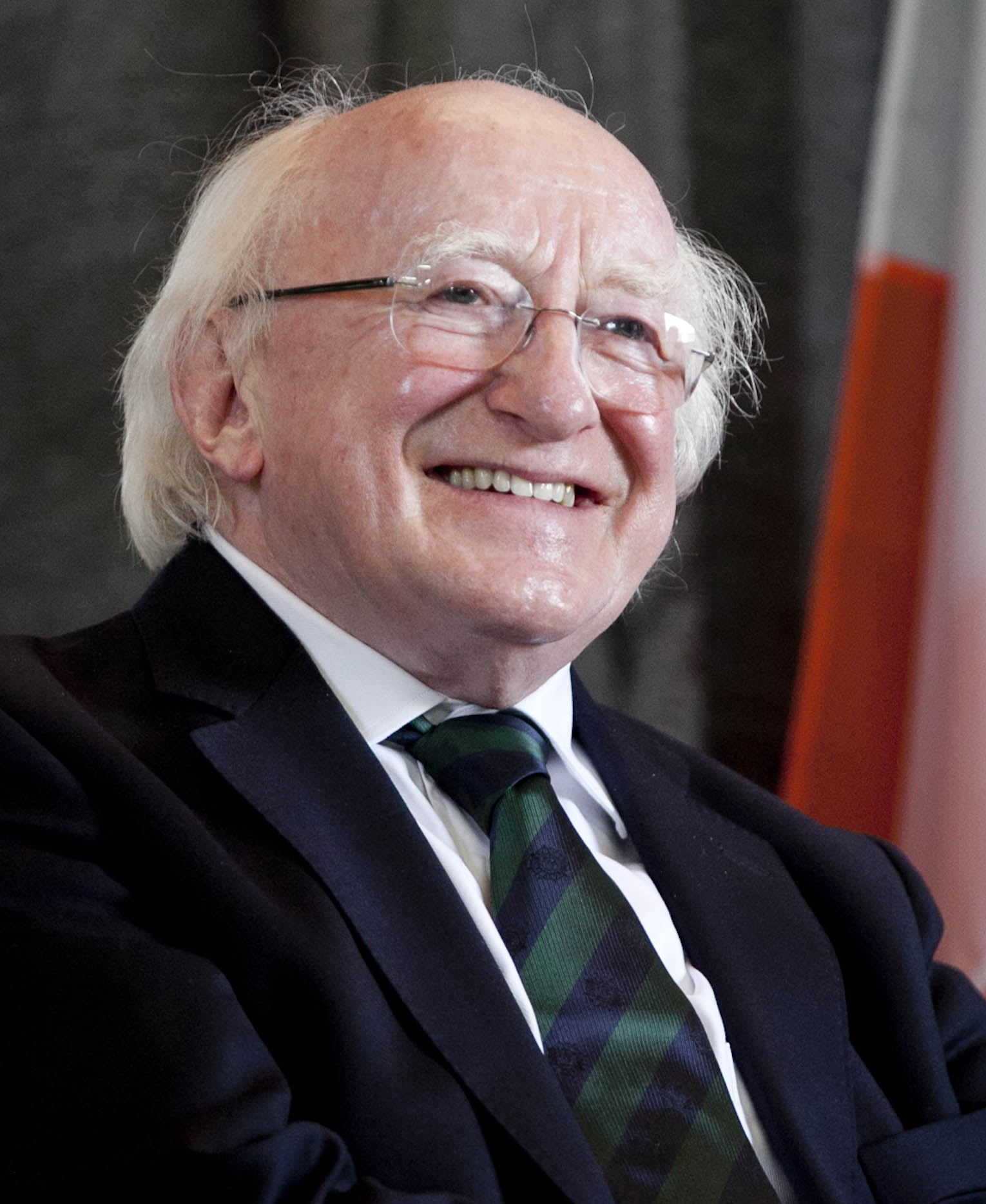
Higgins en avril 2015.

Michael D. Higgins, membre du Parti travailliste, est élu en 2011 au quatrième décompte. Âgé de 77 ans, il est candidat à sa réélection. 
Selon le système irlandais, un président sortant n'ayant accompli qu'un seul mandat est candidat de droit, sa candidature étant accordée par lui-même s'il le désire. Le président est automatiquement élu, sans vote, si personne ne se présente contre lui. Cette situation s'est produite à quatre reprises, en 1938, 1952, 1974 et 1976. De même, il est automatiquement réélu pour un deuxième mandat si aucun autre candidat ne s'y oppose. Le cas s'est également produit, en 1983 et 2004.
L'élection présidentielle de 2018 est ainsi la première où il y a recours à une auto-nomination, la première depuis 1966 où un président sortant est confronté à des concurrents et la première à voir s'opposer à nouveau des candidats du scrutin précédent, le candidat malheureux à la présidentielle de 2011, Seán Gallagher, se représentant contre Higgins.

## Système électoral
Le  Président de l'Irlande est élu au suffrage universel direct pour un mandat de sept ans renouvelable une seule fois.
En accord avec la constitution, l'élection a lieu au vote alternatif dans les 60 jours précédant la fin du mandat précédent,. 
Le scrutin se joue ainsi en un seul tour. Chaque électeur indique pour chaque candidat un ordre de préférence, sans pour autant être obligé d'inscrire autant de numéros qu'il y a de candidats, les électeurs pouvant en inscrire moins, voire n'émettre qu'un seul choix. 
Lors du dépouillement, il est d'abord fait le total des votes valides, et la majorité absolue nécessaire pour être élu est établie à la moitié de ce chiffre plus un abstraction faite de la partie décimale.
Le candidat ayant recueilli la majorité absolue l'emporte. À défaut, le candidat ayant recueilli le moins de suffrages est éliminé, et l'ensemble des deuxièmes choix des électeurs l'ayant choisi sont répartis sur les autres candidats, s'ils avaient exprimé un deuxième choix. Les votes ne comportant pas de préférences supplémentaires, ou votes non transférables, sont retirés du décompte. Toutefois, plusieurs candidats peuvent être éliminés à la suite d'un seul décompte si l'addition de leurs suffrages donne un score inférieur au candidat arrivé avant eux, à la condition qu'aucun d'entre eux n'ait la possibilité d'atteindre un huitième du total des votes valides en étant éliminés un par un, dans la mesure où le remboursement des frais de campagne est conditionné au franchissement de ce quorum de 12,5 %.
Si un candidat atteint cette fois-ci la majorité absolue, il l'emporte. Sinon, le processus est à nouveau répété avec le candidat suivant le plus faible, et ce jusqu'à ce qu'un candidat remporte la majorité absolue, si besoin jusqu'à ce qu'il n'en reste plus que deux en lice, voire un seul. Les votes non transférables étant en effet déduit tour après tour, il est possible que deux candidats finissent par s'opposer lors d'un décompte sans qu'aucun d'eux n'atteigne la majorité absolue, et qu'un ultime tour soit ainsi nécessaire. 

### Nomination
Peut être candidat tout citoyen irlandais âgé de plus de 35 ans, à condition d'être désigné soit : 
- par au moins 20 des 226 députés de l'Oireachtas, le parlement national ;
- par au moins 4 des 34 comtés (ou cités) d'Irlande ;
- par lui-même dans le cas d'un président sortant n'ayant accompli qu'un seul mandat.

Chacun des députés et comtés ne peut désigner qu'un seul candidat. Dans le cas contraire, seule leur première nomination est considérée valide.

## Campagne
Largement favori, Higgins devrait être réélu selon les sondages d'opinion, qui lui attribuent 66 % d'intentions de vote à une semaine du scrutin. Il reçoit également le soutien du Premier ministre Leo Varadkar, du parti Fine Gael.

## Résultat
| Candidats                | Candidats                | Partis                   | 1er choix | 1er choix |
| Candidats                | Candidats                | Partis                   | Voix      | %         |
| ------------------------ | ------------------------ | ------------------------ | --------- | --------- |
|                          | Michael D. Higgins       | Indépendant              | 822 566   | 55,81     |
|                          | Peter Casey              | Indépendant              | 342 727   | 23,25     |
|                          | Seán Gallagher           | Indépendant              | 94 514    | 6,41      |
|                          | Liadh Ní Riada           | Sinn Féin                | 93 987    | 6,38      |
|                          | Joan Freeman             | Indépendant              | 87 908    | 5,96      |
|                          | Gavin Duffy              | Indépendant              | 32 198    | 2,18      |
|                          |                          |                          |           |           |
| Votes valides            | Votes valides            | Votes valides            | 1 473 900 | 98,76     |
| Votes blancs et nuls     | Votes blancs et nuls     | Votes blancs et nuls     | 18 438    | 1,24      |
| Total                    | Total                    | Total                    | 1 492 338 | 100       |
| Abstentions              | Abstentions              | Abstentions              | 1 909 343 | 56,13     |
| Inscrits / Participation | Inscrits / Participation | Inscrits / Participation | 3 401 681 | 43,87     |

## Analyse
Comme attendu la victoire revient en un seul tour au président sortant Michael D. Higgins, qui confirme l'avance prise lors de la campagne électorale, malgré d'importantes critiques concernant son utilisation de l'avion présidentiel pour des trajets personnels, ses réservations dans des hôtels de luxe lors de ses visites à l'étranger, et un manque global de transparence quant à l'utilisation de ses 300 000 euros de frais annuels. 
Peter Casey, en arrivant en seconde place avec plus de 20 % des voix confirme également sa hausse rapide dans les intentions de vote à la suite de ses critiques des Roms irlandais ainsi que de la « culture grandissante de dépendance aux aides sociales » en Irlande. Alors que les intentions de voix en sa faveur étaient auparavant négligeables, il se rapproche ainsi des résultats de Higgins dans plusieurs circonscriptions. 
Le scrutin est par contre une vive déception pour Seán Gallagher, qui chute de plus de 20 % par rapport à son résultat obtenu à l'élection de 2011, ainsi que pour la candidate du Sinn Féin, Liadh Ní Riada, qui obtient un pourcentage bien inférieur à celui recueilli par son parti aux élections législatives de 2016, les autres candidats n'obtenant eux que quelques maigres pourcentages.